# Eriopyga dormitosa
Eriopyga dormitosa är en fjärilsart som beskrevs av Dyar 1922. Eriopyga dormitosa ingår i släktet Eriopyga och familjen nattflyn. Inga underarter finns listade i Catalogue of Life.